# Dirk van Hoogstraten
Dirk van Hoogstraten, ook wel Dirck van Hoogstraten (Antwerpen, 1596 - Dordrecht, 7 januari 1640) was kunstschilder, tekenaar en graveur.

## Biografie
Van Hoogstraten was lid van de familie Van Hoogstraten en een zoon van de kunstschilder Hans (Jan) van Hoogstraten (1568-1605) en Janneken Wale. Hij trouwde in 1626 met Maeiken de Coning (1598-1645) met wie hij acht kinderen kreeg, onder wie de kunstschilders Samuel (1627-1678) en François (1632-1696) die hij het vak leerde.
De familie van zijn vader was als doopsgezind uitgeweken naar Dordrecht. Zijn vader overleed al in 1605, zijn moeder in 1622 maar zijn grootvader François (1541-1632), die lakenkoper te Dordrecht was, overleed pas in 1632. Aanvankelijk werd hij opgeleid tot goud- en zilversmid, maar leerde daarbij ook tekenen en graveren. Toen hij voor verdere studie naar Duitsland ging, werd hij daar 'bekeerd' door daar aanwezige landgenoten tot de schilderkunst. Teruggekeerd uit Duitsland richtte hij zich alleen nog op het schilderen, tekenen en graveren, deels in 's-Gravenhage, deels in Dordrecht, in welke laatste plaats hij overleed.
Van hem is een zelfportret bekend en een ander portret dat wordt toegeschreven aan Arnold Houbraken. In 2011 werd er bij Christie's (Amsterdam) het schilderij Een lezende oude man aangeboden maar dat bleef onverkocht.

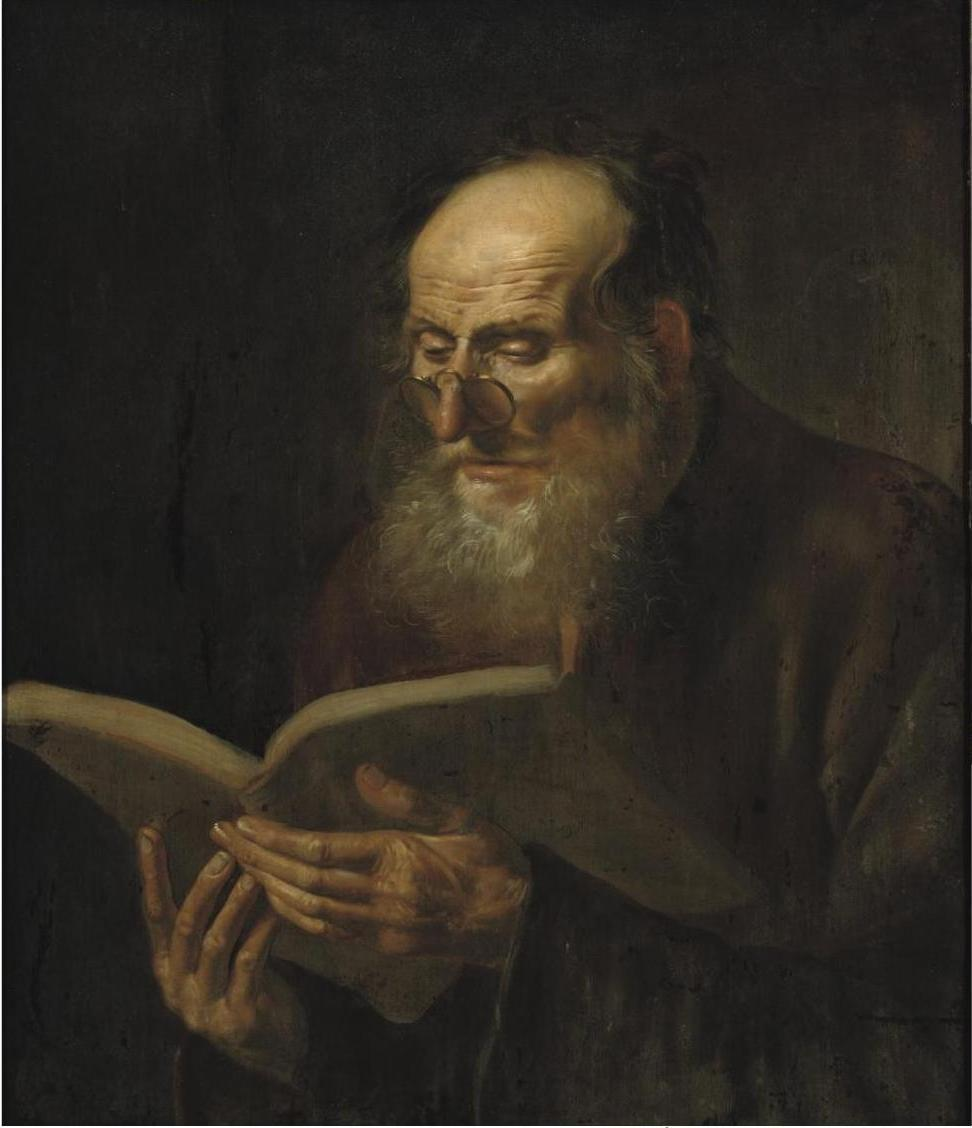
Lezende oude man

- Biografisch Portaal: 98795672
- Digitale Bibliotheek voor de Nederlandse Letteren: hoog097
- Gemeinsame Normdatei: 1024751309
- International Standard Name Identifier: 0000 0000 6963 7748
- RKD-Nederlands Instituut voor Kunstgeschiedenis: 39581
- Union List of Artist Names: 500012012
- Virtual International Authority File: 95754293
- WorldCat: E39PBJxxjw8kjKmr8JXBhpR7pP